# Kaninmannen
Kaninmannen er en svensk dramafilm fra 1990 instrueret af Stig Larsson. Filmen har blandt andre Leif Andrée, Börje Ahlstedt og Stina Ekblad i hovedrollerne.
Filmen vandt en Guldbagge for bedste mandlige hovedrolle (Ahlstedt) i 1991.

## Handling
En undersøgende journalist laver en reportage om en serievoldtægtsforbryder kaldet “Kaninmanden”. Da journalisten får udleveret en fantomtegning af gerningsmanden, går det op for ham, hvordan billedet ligner hans egen søn.

## Medvirkende (i udvalg)
- Börje Ahlstedt som Bengt Nääs
- Leif Andrée som Hans Nääs
- Stina Ekblad som Lollo
- Björn Gedda som Gunnar Dahlgren
- Krister Henriksson som Alexandersson
- Anita Ekström som Britta
- Maria Johansson som Irene
- Johan Rabaeus som Thommy
- Tomas Norström som Henrik
- Ann Petrén som Ulrika
- Sara Sommerfeld som Tess
- Göran Thorell som Kjell